# Кикишівка
Кики́шівка — село в Україні, у Семенівській територіальній громаді Бердичівського району Житомирської області. Населення становить 268 осіб (2001).

## Населення
Згідно з переписом УРСР 1989 року чисельність наявного населення села становила 280 осіб, з яких 109 чоловіків та 171 жінка.
За переписом населення України 2001 року в селі мешкало 267 осіб.

### Мова
Розподіл населення за рідною мовою за даними перепису 2001 року:
| Мова       | Відсоток |
| ---------- | -------- |
| українська | 98,13 %  |
| російська  | 1,49 %   |
| білоруська | 0,37 %   |

## Історія
Станом на 1885 рік у колишньому власницькому селі Бистрицької волості Бердичівського повіту Київської губернії мешкало 535 осіб, налічувалось 84 дворових господарства, існували православна церква, школа, постоялий будинок, 2 водяних і вітряний млини.
За переписом 1897 року кількість мешканців зросла до 705 осіб (367 чоловічої статі та 338 — жіночої), з яких 664 — православної віри.
В селі існувала Церква Святої Параскеви (побудована 1759 року), яку було зруйновано в радянські часи.
У 1925—54 роках — адміністративний центр Кикишівської сільської ради Бердичівського району.
Розкопки проводилися в 1957 році під керівництвом Гаврила Богуна на північній околиця села, правий берег р. Клітинка. Розміри розкопок: 400х50-70 м. Виявлено сліди поселення II—V ст. н. е.
7 вересня 2016 року включене до складу новоутвореної Семенівської територіальної громади Бердичівського району Житомирської області.

## Пам'ятки села
- Пам'ятний знак на честь загиблих воїнів-земляків.

Знаходиться пам'ятний знак на західній околиці села, при вході на нове сільське кладовище. Його було встановлено у 1994 році на честь воїнів-земляків, що загинули на фронтах в роки Німецько-радянської війни. Ініціатором встановлення виступили ветеранські організації і керівництво Терехівської сільської ради. Скульптура виконана у вигляді матері, що тримає рушник та солдатську каску. Перед скульптурою покладено 6 плит з іменами воїнів-земляків. Напис на пам'ятнику: «Дорогим односельчанам, які полягли смертю хоробрих у боях з фашизмом». Пам'ятний знак і плити виготовлено з залізобетону.

## Відомі люди
- Шепелюк Микола Юхимович (1919—2007) — український краєзнавець, організатор музейної справи, педагог.
- Павлюк Максим — учасник російсько-української війни, кавалер ордена «За мужність» III ступеня (посмертно)[9].